# Enuresis
Als Enuresis oder Enurese (von griechisch en „in“ und ourein „Urin lassen“) wird unwillkürliches Einnässen nach dem 3. bzw. 4. Lebensjahr bezeichnet, ohne dass eine körperliche Ursache vorliegt. Es handelt sich somit um eine funktionelle Blasenstörung. Eine weitere Bezeichnung ist Bettnässen.
Zu beachten ist, dass Kinder bis zum 8. Lebensjahr gelegentlich einnässen, insbesondere in Krisensituationen, bei schweren Erkrankungen oder in Zeiten erhöhter Belastungen.

## Definition
Bei der Enuresis wird zwischen dem Einnässen tagsüber Enuresis diurna und dem nächtlichen Einnässen Enuresis nocturna unterschieden, wobei auch kombinierte Formen vorkommen. Weiterhin unterscheidet man eine primäre – das Kind war noch nie dauerhaft trocken – und eine sekundäre Enuresis, bei welcher das Kind wieder einnässt, nachdem es bereits länger als sechs Monate kontinent war. Einnässen betrifft keineswegs nur Kinder, auch Erwachsene sind davon betroffen. Psychologisch gesehen spricht man korrekt erst dann von einem Einnässen, wenn ein Kind ab dem vollendeten 5. Lebensjahr (sowie geistigem Intelligenzalter von 4 Jahren) in mindestens zwei Nächten in einem Monat die Symptomatik des Einnässens zeigt.

### Primäre Enuresis
Bei der primären Enuresis wird von einer konstitutionellen Entwicklungsverzögerung des Kindes ausgegangen. Diese Form des Einnässens kann auch familiär gehäuft auftreten und ist vor allem genetisch bedingt. Psychische Probleme werden bei der primären Enuresis eher als eine Folge der Störung betrachtet, können aber in Einzelfällen auch ursächlich bestehen.
Eine wichtige Rolle bei dem nächtlichen Einnässen spielt dabei das antidiuretische Hormon (ADH, Vasopressin), das den Wasserhaushalt im Körper steuert und so auf die Blasenfüllung wirkt. Normalerweise wird dieses Hormon, auch Botenstoff genannt, von der Hirnanhangdrüse (Hypophyse) in einem tageszeitlich abhängigen Rhythmus ausgeschieden, der dafür sorgt, dass nachts weniger Harn in die Blase gelangt. Diese hormonelle Regulation kann bei der primären Enuresis nocturna gestört sein. Auch das Zusammenspiel zwischen Kontrolle der Blase und der Schlaftiefe ist dabei noch unterentwickelt. Eine primäre Enuresis nocturna ist gekennzeichnet durch:
- scheinbar tiefen Schlaf (aber mit nur kurzen REM-Schlafphasen)
- schwere Erweckbarkeit bei normalem Schlafverhalten
- häufiges Einnässen mit großen Urinmengen
- hohe Einnässfrequenz
- Polyurie
- Variation der cirkadianen ADH-Sekretion
- seltene psychische Begleitsymptome

### Sekundäre Enuresis
Bei der sekundären Enuresis spielen wahrscheinlich psychische Ursachen die Hauptrolle. Einnässen kann ein unbewusstes Signal sein: „Etwas stimmt nicht“. Nässt ein Kind wieder ein, nachdem es lange trocken war, lassen sich oft unerwartete Veränderungen im Leben des Kindes finden, die es verunsichern. Dies kann die Geburt eines Geschwisters, der Verlust eines Familienmitgliedes, Streitigkeiten in der Familie, häusliche Gewalt gegen das Kind, ein Trennungserlebnis, ein Umzug oder Ähnliches sein. Bei der sekundären Enuresis nocturna finden sich:
- ein Rückfall nach einer trockenen Periode von mindestens 6 Monaten
- häufig psychiatrische Begleitsymptome

Die Formen der Enuresis können mit den Zeichen einer gestörten Blasenfunktion kombiniert sein. Diese kommen besonders bei der Enuresis diurna vor. Auch sollte auf seltene Formen der Blasenentleerungsstörungen geachtet werden. Die Abgrenzung zwischen einer Enuresis und einer Harninkontinenz erfolgt abhängig von der Symptomatik. Beruht der ungewollte Harnabgang überwiegend auf körperlichen Ursachen mit struktureller, neurogener oder funktioneller Blasendysfunktion, dann spricht man von einer Harninkontinenz. Eine Blasenfunktionsstörung kann sich je nach Ursache durch verschiedene Symptome bemerkbar machen, u. a. durch:
- häufiges Wasserlassen
- Einsatz von „Haltemanövern“, z. B. Aneinanderpressen der Oberschenkel, von einem Bein aufs andere hüpfen, Hockstellung
- ungewollter Harnabgang bei starkem Harndrang
- stakkatoartiges Wasserlassen mit unvollständiger Blasenentleerung
- Harninkontinenz bei abdomineller Anspannung, wie beim Husten oder Niesen
- Giggle-Inkontinenz Enuresis risoria mit kompletter Blasenentleerung beim Lachen

## Verbreitung
Das Einnässen gehört zu den häufigsten Störungen des Kindesalters, etwa ein Viertel der Kinder zeigt eine sekundäre Enuresis. 10 % der Siebenjährigen, 5 % der Zehnjährigen und 0,5–1,1 % der Jugendlichen ab 16 Jahren nässen in der Nacht noch ein. Das Geschlechterverhältnis zwischen Jungen und Mädchen beträgt 2:1. Die spontane Remissionsrate (Spontanremission) beträgt etwa 15 % pro Jahr. Tags nässen 3–5 % der Siebenjährigen und unter 1 % der Jugendlichen ein. Hier sind Mädchen häufiger betroffen als Jungen. Von einer adulten Enuresis spricht man, wenn das Einnässen über das achtzehnte Lebensjahr hinaus fortbesteht. Untersuchungen zufolge haben etwa 0,5–2 % der jungen Erwachsenen ihre Harnblase nachts nicht unter Kontrolle.

## Ursachen
Bei jeder Form des Einnässens handelt es sich um ein äußerst vielgestaltiges Phänomen, das genau beschrieben und abgeklärt werden muss. Bei der Ursachenforschung der Enuresis sind erst in den letzten Jahren einige wichtige Punkte eindeutig geklärt bzw. mit hoher Wahrscheinlichkeit als Ursache erkannt worden. Bei der primären Enuresis scheinen, wie in den 1930er Jahren vermutet wurde, vererbte Entwicklungsmuster eine Rolle zu spielen: 77 Prozent der Kinder, deren beide Elternteile Bettnässer waren, und 44 Prozent der Kinder mit einem betroffenen Elternteil werden primäre Bettnässer. Aus epidemiologischen Studien geht hervor, dass das Auftreten einer Enuresis um den Faktor 5–7 erhöht ist, wenn ein Elternteil selbst betroffen war.

### Familiäre Häufung
Die familiäre Häufung der Enuresis ist seit den 1930er Jahren bekannt. Es wird ein autosomal dominanter Erbgang mit einer Penetranz von über 90 % vermutet. Allerdings tritt die Erkrankung in 30 % der Fälle sporadisch auf. Bis zum Jahr 2001 waren alle vermuteten Kandidatengene ausgeschlossen worden.

### ADH-Plasmaspiegel bei Enuresis nocturna
Puri hatte bereits 1980 ADH-Spiegel im Urin bei Enuresis untersucht. Seitdem wird beim Bettnässen eine Störung der durch ADH circadian regulierten Harnausscheidung vermutet. Man nimmt an, dass die Ursache für die Enuresis ein ADH-Mangel in der Nacht ist. Bei älteren Patienten mit nächtlichem Einnässen sowie bei Schlaganfallpatienten kann die Gabe von Desmopressin daher die Beschwerden verbessern. Desmopressin wird aber auch lt. internationaler Therapieleitlinien der Paediatric Urology Guidelines (von 2009), die aufgrund der Empfehlung der European Association of Urology [EAU] und der European Society for Paediatric Urology [ESPU] erstellt worden sind, zur Therapie der Enuresis bei Kindern empfohlen, falls z. B. eine Polyurie vorliegt, d. h. wenn nachts mehr Urin gebildet wird als die altersgerecht entwickelte Blase speichern können sollte. Es ist auch ein Zusammenhang zwischen Enuresis und dem Schlafapnoesyndrom vermutet worden.

### Schlafmuster
Das Schlafmuster der Enuretiker ist zwar prinzipiell vergleichbar mit dem beschwerdefreier Kinder, die Betroffenen sind aber ausgesprochen schwer erweckbar. Es wird heute eine pathologisch erhöhte Aufwachschwelle bzw. eine verzögerte Reifung des Aufwachmechanismus postuliert. Der Reiz der gefüllten Blase reicht nicht aus, das Kind zu wecken.

### Flüssigkeitszufuhr und nächtliches Einnässen
Reichliches Trinken am Abend hat naheliegenderweise einen verstärkenden Einfluss auf das nächtliche Einnässen, mehr als 25 ml pro Kilogramm Körpergewicht haben in einer Studie enuretische Episoden hervorgerufen.
Der Einfluss einer verminderten funktionellen Blasenkapazität wird unterschiedlich diskutiert. Urodynamische Untersuchungen bei Kindern mit therapieresistentem ausschließlich nächtlichem Einnässen konnten unter ihnen einen hohen Prozentsatz pathologischer funktioneller Blasen-Unterkapazität nachweisen.

### Psychosoziale Ebene
Es gibt keine spezifische Assoziation mit bestimmten psychischen Auffälligkeiten. Risikofaktoren vor allem bei der sekundären Enuresis beziehen sich einerseits auf Verluste im weitesten Sinn, wie zum Beispiel Trennung, Scheidung, Todesfälle, Geburt eines Geschwisters, extreme Armut, Delinquenz der Eltern, Deprivation, Vernachlässigung, mangelhafte Unterstützung bei Entwicklungsschritten, andererseits auf einen Krankheitsgewinn durch Regression: die Ausscheidung zieht Zuwendung in Form von Versorgungshandlungen durch die Eltern nach sich.
Die häufigste komorbide Störung der Enuresis nocturna ist die Aufmerksamkeitsdefizit-/Hyperaktivitätsstörung (ADHS), bei der es sich wie bei der Enuresis um eine überwiegend genetisch bedingte, neurobiologische Entwicklungsstörung handelt.

## Unbestätigte und kontroverse Ursachen

### Tiefes Schlafen
Viele Eltern berichten, dass ihre bettnässenden Kinder sehr tief schlafen. Die Ergebnisse der Forschung zu diesem Aspekt ergeben noch kein vollständiges Bild: Eine neuere Studie bestätigt, dass bettnässende Kinder schwerer aufzuwecken sind,
während mehrere ältere Studien zeigen, dass Kinder während aller Schlafphasen bettnässen, nicht nur in den tiefsten (Phase 4, oder Phasen 3 und 4). Einige Veröffentlichungen weisen auf eine mögliche Verbindung zwischen Schlafstörungen und ADH-Produktion. Ungenügend vorhandenes ADH könnte es schwieriger machen, von leichtem Schlaf in den Wachzustand zu wechseln.

### Stress
Stress ist keine Ursache für primäre Enuresis nocturna, aber er ist weitläufig akzeptiert als ein Grund, zum Bettnässen zurückzukehren (sekundäre Enuresis nocturna). Forscher, die Kinder untersuchten, die noch nicht gelernt hatten, trocken zu bleiben, finden „keine Verbindung zum sozialen Hintergrund, Stress im Alltagsleben, familiären Konstellationen oder der Anzahl von Wohnorten.“ Auf der anderen Seite ist Stress schon ein Grund dafür, dass einige wieder zum Bettnässen zurückkehren. Forscher haben herausgefunden, dass der Umzug in eine neue Stadt, elterliche Konflikte oder Scheidung, die Ankunft eines neuen Babys oder der Verlust eines Angehörigen oder eines Haustieres Unsicherheit hervorrufen können, was dazu beitragen kann, wieder zum Bettnässen zurückzukehren.

### Lebensmittelallergien
Für manche Patienten könnten Lebensmittelallergien eine Rolle spielen. Diese Verbindung ist allerdings nicht weitläufig anerkannt und benötigt weitere Forschung.

### Löwenzahn
Anekdoten und Volksweisheiten erzählen, dass Kinder, die mit Löwenzahn herumspielen, dadurch bettnässen. Löwenzahn wird für ein starkes Diuretikum gehalten. Löwenzahn wird auf Schwäbisch „Bettsaicher“, auf Pfälzisch „Bettsächer“ genannt. Englische Volksnamen für Löwenzahn sind peebeds und pissabeds. Im Französischen werden Löwenzähne pissenlit genannt, was „ins Bett machen“ bedeutet; ähnlich ist es mit piscialletto im Italienischen und mit meacamas im Spanischen.

## Begleiterkrankungen
Die häufigste komorbide Störung der Enuresis nocturna ist die Aufmerksamkeitsdefizit-/Hyperaktivitätsstörung (ADHS). Nachts und/oder tags einnässende Kinder sind überdurchschnittlich häufig von ADHS betroffen.

## Symptomatik und Diagnostik

### Funktionelle Harninkontinenz am Tag
Man unterscheidet allgemein zwischen verschiedenen Formen des Tagnässens: Spielnässen, Konfliktnässen und die Giggle-Inkontinenz. Beim Spielnässen ist das Kind so in sein Spiel vertieft, dass es den Drang nicht wahrnimmt. Beim Konfliktnässen ist das Einnässen oft eine Folge eines vorhergegangenen Konflikts mit Erwachsenen oder anderen Kindern. Bei der Giggle-Inkontinenz (von engl. giggle: Kichern) handelt es sich um eine Form des Einnässens, bei dem infolge von Lachen (aber auch anderen körperlichen Reaktionen) der Blasensphinkter nicht mehr vollständig kontrolliert werden kann und sich so (meist nur kleinere Mengen) entleeren. Nicht immer lässt sich Tagnässen eindeutig einer dieser Kategorien zuordnen. Der frühere Begriff Enuresis diurna ist obsolet, da Kinder, die tags und nachts einnässen, zwei entsprechende Diagnosen erhalten.

### Enuresis nocturna
Typischerweise wird über „patschnasse“ Betten infolge des nächtlichen Einnässens berichtet, das Bett „schwimme“. Das Kind schlafe ausgesprochen tief und sei mitunter schwer erweckbar bzw. werde durch das Einnässen nicht wach. Etwa ein Drittel der Kinder nässt jede Nacht ein, gut ein Drittel an mehreren Nächten in der Woche, bei weniger als 3 Nächten handelt es sich um eine milde Form der Enuresis. Charakteristisch für die primäre Enuresis nocturna ist das Fehlen jeglicher Tagessymptomatik, wie Pollakisurie, imperativer Harndrang, Schwierigkeiten der Miktion, Einnässen bzw. tröpfelnder Urinverlust am Tag und Harnwegsinfekte. Die Befragung muss noch die Familienanamnese sowie die Trinkgewohnheiten und etwaige Vorbehandlungen beinhalten, auch sollten Stuhlgewohnheiten (Ausschluss Enkopresis, Obstipation) erfragt werden. Diese Anamnese ist Teil der hier ausschließlich nötigen Basisdiagnose. Liegt zusätzlich zur Enuresis ein abnormales Miktionsverhalten vor, muss das nächtliche Einnässen als Teilkomponente einer vorliegenden Form einer kindlichen Harninkontinenz verstanden werden. Nur dann ist eine weiterführende Diagnostik erforderlich.

### Allgemeine Untersuchungen
Neben der Anamnese ist eine körperliche Untersuchung und eine Untersuchung des Harns (Urinstatus) angebracht. Außerdem kann eine Ultraschalluntersuchung (Sonografie) der Nieren und Harnwege angezeigt sein, um körperliche Fehlbildungen auszuschließen. Hilfreich ist die Auswertung eines Blasentagebuches oder Miktionsprotokolls für eine Diagnose. So können Trink- und Miktionsfehlverhalten entdeckt werden und es werden Informationen über die Blasengröße und die Urinmenge während des Tages und die Menge, die während der Nacht produziert wird, erhalten.
Basisdiagnostik:
Körperliche Untersuchung
Die körperliche Untersuchung umfasst Bauchabtastung, Inspektion des unteren Rückenbereiches (Lendenwirbelsäule/Kreuzbein) und der Geschlechtsorgane. Hierdurch kann der Arzt einen ersten Eindruck gewinnen, ob noch andere körperliche Ursachen vorliegen können. Der Zustand des Nervensystems ist ebenfalls wichtig.
Urinuntersuchung
Bei der Urinuntersuchung wird ermittelt, ob eine bakterielle Infektion vorliegt, auch wird der Sedimentstatus ermittelt. Dabei muss eine Urinprobe abgegeben werden. Körpermasse und Urinmenge, getrennt nach Tag- und Nachturin, sollten bekannt sein. Bei männlichen Patienten wird Mittelstrahlurin verwendet, bei weiblichen Patienten wird meist mit Hilfe eines Katheters Urin entnommen. Diese Untersuchung ist nicht schmerzhaft, kann aber bei Katheterentnahme oft als unangenehm empfunden werden. Die Urinprobe wird dann bebrütet und durch das unterschiedliche Wachstum der Bakterien kann dann der ursächliche Stamm herausgefunden und gezielt behandelt werden.
Ultraschall
Aus den Informationen kann der Arzt erste Rückschlüsse auf die mögliche Ursache der Enuresis ziehen. Es werden die Bauchorgane untersucht und auffällige Befunde, wie Nieren- und Blasensteine, Fehlbildungen und Tumore können so erkannt werden. Auch kann man bei der Blase vor und nach dem Wasserlassen Aussagen treffen über Speichervolumen und evtl. Restharnmenge. Dabei kann auch die Blasenwanddicke gemessen werden.
„Sternkarten“ für trockene Nächte
Zur Erhebung der Schwere einer Enuresis nocturna und zur Überwachung der Behandlung wird ein Kalender geführt. Dieser wird kindgerecht gestaltet, dabei können zum Beispiel Wolken und Sterne oder Sonne und Regen als Symbole verwendet werden. Den Kindern zeigt es spielerisch den Erfolg an. Für jede trockene Nacht kann zum Beispiel ein Stern in das Protokoll eingezeichnet werden.
Blasentagebuch oder Miktionsprotokoll
Über 2 bis 3 Tage und Nächte werden die Miktionsvolumina und -zeiten registriert sowie wann das Kind was und wie viel trinkt. Es werden Besonderheiten notiert, z. B. auffällige Tagessymptome, wenn z. B. die Unterhose feucht ist, oder ob ein plötzlicher Harndrang bestand. Außerdem wird im Blasentagebuch notiert, wann das Kind Stuhlgang hatte und wie dieser beschaffen war.
Es gibt zwei Methoden, um bei einem Kind die nächtliche Urinmenge zu ermitteln:
1. Während der Nacht wird das Kind einmal vor (2 Stunden nach dem Einschlafen) und einmal nach Mitternacht (5 Stunden nach dem Einschlafen) aufgeweckt und zum Urinieren in einen Messbecher aufgefordert.
2. Das Kind trägt nachts ein Windelhöschen. Die Differenz zwischen nasser und trockener Hose ist die Urinmenge (1 Gramm = 1 Milliliter). Zur nächtlichen Urinmenge wird die erste Harnportion früh nach dem Aufwachen hinzugezählt. Das ergibt die Gesamt-Nachtharnmenge. Diese sollte die altersgemäße Blasenkapazität nicht überschreiten, die sich folgendermaßen errechnet:

Altersgemäße Blasenkapazität: (Alter des Kindes +1) × 30 = ml Harn (Beispiel für ein 7-jähriges Kind: (7+1) * 30 = 240 ml Bei einem siebenjährigen Kind erwartet man eine Blasenkapazität von 240 ml))
Anderenfalls kann ein ADH-Mangel vermutet werden. Eine direkte ADH-Messung ist kaum möglich, da der Spiegel dieses Hormons an der Grenze des Messbaren (bei etwa 1 pg) liegt. Bei einer Nachtharnmenge, die die altersgemäße Blasenkapazität übersteigt, ist der Einsatz von Desmopressin denkbar.
Häufig lassen sich durch diese einfachen Objektivierungsmaßnahmen zwischen den anamnestisch erhobenen Daten und den objektiv erhaltenen Befunden erhebliche Diskrepanzen feststellen.

### Weitere Untersuchungen
Nach der körperlichen Untersuchung des Patienten können bei Verdacht auf eine schwerwiegende Erkrankung oder bei unklarem Befund weitere Untersuchungen durchgeführt werden:
- Röntgenaufnahmen
- Uroflowmetrie, evtl. kombiniert mit einer Elektromyographie des Beckenbodens (Flow-EMG)
- Urodynamik
- Blasenspiegelung

### Weiterführende Untersuchungen
Bei sekundärer Enuresis können neben körperlichen auch seelische Ursachen oder Auslöser eine Rolle spielen. Das Spektrum der Ursachen ist sehr breit.

#### Psychische Begleitstörungen
Generell sind psychische Begleiterkrankungen höher bei tags Einnässenden als bei nächtlichen Enuretikern, höher bei der Harninkontinenz, bei Miktionsaufschub und der Detrusor-Sphinkter-Dyskoordination als bei der idiopathischen Dranginkontinenz und höher bei der sekundären als bei der primären Enuresis nocturna. Besonders niedrig sind psychische Ursachen bei der primären monosymptomatischen Enuresis nocturna. Expansive, externalisierende Störungen sind häufiger als emotionale, introversive Störungen, spezifisch finden sich:
- Enkopresis und Obstipation bei tags Einnässenden
- Emotionale, introversive Störungen bei der sekundären Enuresis nocturna
- Oppositionelle Störungen des Sozialverhaltens bei der Harninkontinenz bei Miktionsaufschub
- ADHS mit oder ohne Störung des Sozialverhaltens bei primärer Enuresis

#### Störungsrelevante Rahmenbedingungen
Um eine Aussage treffen zu können, wie stark das Kind durch die Enuresis belastet wird, ist eine genaue Befragung des Kindes und der Bezugspersonen notwendig. Dabei wird besonderer Wert auf den Leidensdruck, soziale Einschränkungen, negative Folgen wie Hänseln durch andere Kinder, Krankheitsvorstellungen, Motivation, Umgang der Eltern mit dem Symptom gelegt. Wird es als sehr belastend erlebt, besteht eine ausreichende Unterstützung vonseiten des Umfeldes, die eine Umsetzung der therapeutischen Interventionen möglich machen? Sind weitere Begleiterkrankungen vorhanden?
Erst wenn alle diese Punkte geklärt sind, ergibt sich ein Bild vom tatsächlichen Leidensdruck, unter dem sich das Kind befindet. Hierbei ist es wichtig, auch die Eltern oder die Bezugsperson mit in die Befragung einzubeziehen. Die Behandlung der Enuresis richtet sich dann nach den Ergebnissen dieser Befragungen. Da eine erfolgreiche Behandlung nur möglich ist, wenn auch die Eltern mitarbeiten, sollten diese mit in die Entscheidung des Behandlungsweges einbezogen werden.

## Therapie der Enuresis nocturna
Eine Therapie der Enuresis setzt eine ausführliche Diagnostik und dann ein entsprechendes individuelles, den Ursachen entsprechendes Vorgehen voraus.
Der erste Schritt besteht in einer Beratung und Information der Familie über das Bettnässen. Hier wird vor allem mit Verstärkung, Entlastung, Entmystifizierung des Problems, Motivation und ggf. mit Kalenderführung gearbeitet Urotherapie. Entsprechend den pädiatrisch urologischen internationalen Leitlinien von 2009 wird je nach Ergebnis der Auswertung des Blasentagebuches und des Anamnesegespräches entweder eine Therapie mit Desmopressin oder eine Apparative Verhaltenstherapie (AVT) mittels Weckapparaten (apparative Enuresistherapie, vgl. Abschnitt Weckgeräte) empfohlen.

### Psychologische Therapie

#### Verhaltens- und Problemanalyse
Die Grundlage jeder verhaltenstherapeutischen Behandlung ist die Verhaltens- und Problemanalyse zur genaueren Abklärung und Diagnostik der Problematik. Hierzu erfolgen Gespräche mit den Eltern und dem Kind. Dabei werden Angaben zum Symptom selbst gemacht, wie die Beschreibung des Bettnässens (Häufigkeit, Stärke) und es werden Aspekte erfasst, die zeitlich mit dem Symptom in Beziehung stehen könnten. Dies können Merkmale sein wie abendliche Aufregung, Streit oder eine anstehende Klassenarbeit. Auch die Schilderung eines typischen Tagesablaufs ist ein wichtiger Gesprächspunkt. Hieraus können sich wertvolle Hinweise ergeben die dem Therapeuten helfen, die Beziehung zwischen Eltern und dem Kind zu verstehen. Zum Beispiel scheint es einen deutlichen Zusammenhang zu geben, dass Mädchen häufiger nach Meinungsverschiedenheiten innerhalb der Familie einnässen. Zum Beispiel könnten die unterschiedlichen Erziehungsweisen der Eltern zu einem wichtigen Gesprächsinhalt werden. Auch eine möglicherweise problematische Beziehung zwischen den Eltern kann hierbei zum Vorschein kommen und als eventuelle Ursache in Betracht gezogen werden. Ein ebenfalls wichtiger Punkt ist die Reaktion der Eltern auf das Bettnässen. Außerdem werden körperliche Merkmale wie Fieber, Erkältung und Schlaftiefe erfasst, denn ein eventueller Zusammenhang von solchen physischen Aspekten mit psychischen Ursachen ist zu berücksichtigen. Zudem werden allgemeine Entwicklungsdaten des Kindes erhoben wie Schwangerschaft, Krankheiten, Unfälle und Daten über die frühkindliche Entwicklung. Dabei könnte man auf das Problem der Sauberkeitserziehung in der Familie stoßen und eventuelle Zusammenhänge mit dem Bettnässen erkennen. Weiter wird auf psychosoziale Lebensumstände wie Kindergarten oder Schule eingegangen, denn auch Schulangst kann auslösend für Bettnässen sein.

#### Apparative Verhaltenstherapie

Weckapparatur für die Enuresis-Verhaltenstherapie (ATV)

Falls die standardisierte Urotherapie mit einer Dokumentation der Einnässhäufigkeit nicht zum Erfolg führt, gilt die apparative Verhaltenstherapie (AVT) als Mittel der ersten Wahl. Bei der AVT handelt es sich um eine operante Konditionierung. Die dabei eingesetzten Weckgeräte verfügen über einen Sensor, der einen Alarm auslöst, sobald er mit Feuchtigkeit (Urin) in Berührung kommt. Die Therapie beruht auf dem Prinzip, dass die Kinder durch den Alarm aufwachen und der Miktionsreflex unterbrochen wird.
Diese Methode wurde erstmals in den 1930er Jahren angewandt, und seitdem wissenschaftlich eingehend erforscht und weiterentwickelt. Die ersten erfolgreich in der Therapie eingesetzten Geräte waren an das Bett gebunden und werden daher auch als „Klingelmatratze“ bezeichnet. Ein entsprechender Review von Mowrer und Mowrer (Yale) stammt von 1938, von dem Gerät gab es danach etliche Varianten.
Der Psychologe Harry Stegat (1930–2018) arbeitete seit 1963 als Schüler von Wolfgang Metzger an der Universität Münster an einer Verhaltenstherapie für die Behandlung der Enuresis, bei der ein entsprechendes Behandlungsgerät am Körper zum Einsatz kommen sollte. 1971 promovierte er zum Thema. Ein von ihm gegründetes Unternehmen vertreibt entsprechende Geräte unter dem Markennamen „Klingelhose“. Tragbare Geräte und Bettgeräte haben die gleiche Wirksamkeit.
Die Wirkweise ist noch weitgehend unklar, diskutiert werden lerntheoretische Modelle der klassischen Konditionierung (konditionierte Entleerungshemmung) und des Vermeidungslernens (Vermeidung des lästigen aversiven Signals durch rechtzeitiges Erwachen, vgl. negative Verstärkung). Eine wichtige Rolle spielt vermutlich auch die Motivation und positive Erwartungshaltung des Kindes und seiner Umgebung, die durch erste Erfolgserlebnisse verstärkt wird (vgl. Kognitive Verhaltenstherapie). Die durchschnittliche Behandlungsdauer beträgt 7–12 Wochen, das Maximum liegt bei 16 Wochen. Nässt das Kind 14 Nächte hintereinander nicht ein, ist dies als Erfolg zu werten und die Alarmtherapie zu beenden. Das Gerät sollte dennoch für einen Zeitraum von 6 Monaten weiter bereitgehalten werden. Wenn das Kind wieder anfängt, mindestens 2× in der Woche einzunässen (Rückfall), sollte eine Nachbehandlung durchgeführt werden. Stellt sich nach spätestens 6 Monaten kein Erfolg (Einnässhäufigkeit um mindestens zwei Drittel reduziert) ein, sollte man die Behandlung abbrechen und (falls nicht bereits geschehen) einen Urologen aufsuchen. Das Verfahren erfordert von allen Beteiligten Motivation, Mitarbeit und Lernbereitschaft. Die Heilungsraten sind jedoch hoch. Eine retrospektive Studie zur Wirksamkeit der Alarmtherapie bei Kindern mit Enuresis zwischen 5 und 16 Jahren zeigte eine Gesamterfolgsrate von 76 % bei einer Rückfallquote von 23 %. Bei Kindern mit sekundärer Enuresis lag die Erfolgsrate bei 82 %, bei Kindern mit primärer Enuresis bei 74 %.

#### Wecktraining
Wenn das Kind durch das Weckgerät nicht wach wird, kann nach ca. drei Nächten ein Wecktraining durchgeführt werden (auch ohne Weckgerät möglich). Hierbei wird das Kind erst leise, dann laut mit Namen angesprochen, dann ertönt das Signal, und anschließend wird das Kind wachgerüttelt. Bei ungünstigen Aufwachzeiten kann mit Hilfe des Wecktrainings auch eine allmähliche Verschiebung des Aufwachzeitpunktes nach vorne oder nach hinten trainiert werden.

#### Kalenderführung und positive Verstärkung
Die Motivationstheorie verfolgt den Ansatz, dass das Kind selbst aktiv werden soll, um das eigene Problem zu erfassen und das Verhalten zu verändern. Hilfreich ist das Führen eines Kalenders mit Eintragung der trockenen Nächte. Diese Protokolle sind bei kleineren Kindern sehr beliebt und erhöhen die Aufmerksamkeit auf den zu machenden Lernschritt. Danach sollte das Kind einen Verstärkerplan (Sonne-Wolken-Kalender) führen, in dem es für jede trockene Nacht eine Sonne und für jede nasse Nacht eine Regenwolke einträgt. Dieses System sollte im Rahmen einer Behandlung angewandt werden. Auch Belohnungen können hilfreich sein. Die Kinder werden aber nicht für trockene Nächte belohnt (denn sie können ja nichts dafür, wenn sie einnässen), sondern dafür, dass sie gut mitarbeiten – z. B. wenn sie sich an die Trink- und Miktionsregeln halten, die im Rahmen einer Urotherapie vereinbart worden sind.

#### Rückhaltetraining
Übungen zur Blasenkontrolle („retention control“) werden vor allem bei Enuresis diurna eingesetzt. Die Übungen tagsüber können sich jedoch auch positiv auf die Blasenkontrolle nachts auswirken. Zum Beispiel soll das Kind den Urin so lange als möglich zurückhalten (z. B. erst fünf, dann zehn Minuten usw.), um ihm die Blasendehnung bewusst zu machen. Hierzu kann es sinnvoll sein, die Tagestrinkmenge auf zwei Liter am Tag zu erhöhen. Beides wird positiv verstärkt (s.o). Auch ein willkürliches Unterbrechen des Harnstrahles fördert das Bewusstsein über die Kontrolle.

#### Intensivtraining nach Azrin / Dry-Bed-Training
Hier kommen mehrere Therapiekomponenten zum Einsatz, z. B.:
- hohe Flüssigkeitsaufnahme und häufige Toilettengänge
- Diskriminationstraining (nass versus trocken)
- Weckgerät/Klingelhose
- Belohnung/Verstärkung für „Erfolge“
- Token-Programm

Das sehr aufwändige Programm empfiehlt sich vor allem für retardierte oder behinderte Kinder.

### Pharmakotherapie – Desmopressintherapie
Zugelassen „im Rahmen eines therapeutischen Gesamtkonzepts“ ist das Medikament Desmopressin. Dieses synthetisch hergestellte modifizierte Peptid ist dem bereits beschriebenen körpereigenen Hormon ADH (Arginin-Vasopressin) nachempfunden und kann, ähnlich wie das Hormon selbst, die Harnbildung verringern. Desmopressin wirkt aber im Unterschied zum körpereigenen Arginin-Vasopressin spezifisch auf dem V2-Rezeptor (weniger auf dem V1-Rezeptor), welcher für die Wasserrückresorption aus dem Primärharn verantwortlich ist. Seine antidiuretische Wirkung ist wesentlich stärker als die von Vasopressin.

Dabei wird eine ausreichend hohe Anfangsdosis empfohlen, die über einen Behandlungszeitraum von bis zu 3 Monaten verabreicht wird. Danach soll mit einer Unterbrechung der Behandlung überprüft werden, ob eine weitere Behandlung notwendig ist (vgl.).
Eine Studie hat gezeigt, dass das Ausschleichen ein etwas besseres Therapieansprechen mit sich bringt als das abrupte Absetzen. Hierbei werden die Zeitabstände, zu denen das Medikament eingenommen wird, verlängert – erst zwei Wochen lang jeden zweiten Tag, dann jeden dritten und so weiter. Wird das Kind während der „Ausschleichphase“ wieder nass, kann die Dosis wieder auf die ursprünglich erfolgreiche erhöht werden.

Desmopressin gibt es als Tablette zum Auflösen im Mund und als Tabletten.

Die häufigeren Nebenwirkungen hängen im Allgemeinen mit der Pharmakodynamik zusammen. Vor allem bei nicht verringerter Flüssigkeitszufuhr kann es zu vermehrter Wasser-Retention kommen (Desmopressin ist ein sehr wirksames Antidiuretikum), dadurch zu Volumensvermehrung und relativem Elektrolytmangel. Warnsignale dafür sind Kopfschmerzen, Übelkeit/Erbrechen, Gewichtszunahme. In schweren Fällen kann es zu Hirnödem, teilweise verbunden mit Krampfanfällen bzw. Bewusstseinseinschränkungen führen.

## Therapie der Enuresis diurna
Im Vergleich zum Bettnässen wird ein Einnässen tagsüber etwas anders behandelt. Die Behandlung ist von der Art der Beschwerden abhängig.

### Behandlung der idiopathischen Dranginkontinenz
Das Ziel ist eine Wahrnehmung und Kontrolle der Drangsymptome ohne Haltemanöver (wie Beine zusammenpressen). Die Kinder sollen dabei den Harndrang wahrnehmen, sofort die Toilette aufsuchen und auf Haltemanöver als Gegenmaßnahmen verzichten. Eine Behandlung mit dem Medikament Oxybutynin kann hilfreich sein. Dies stellt die Blase ruhig durch eine Entspannung des Blasenhohlmuskels. Die Nebenwirkungen gehen nach Absetzen des Medikamentes rasch zurück.

### Behandlung der Harninkontinenz bei Miktionsaufschub
Zunächst werden Eltern und Kind beraten und entlastet. Der Zusammenhang zwischen dem Zurückhalten des Urins und dem Einnässen kann erklärt und erläutert werden. Das Ziel ist es, dass das Kind häufiger auf die Toilette geht. Dies kann zum Beispiel in einem Kalender protokolliert werden. Wegen der Häufigkeit anderer Verhaltensauffälligkeiten sind häufig weitergehende therapeutische Maßnahmen notwendig.

### Behandlung der Detrusor-Sphinkter-Dyskoordination
Hierbei sind spezielle Behandlungen mit Biofeedback-Methoden am effektivsten. Dabei werden der Harnfluss und die Anspannung im Beckenboden während des Wasserlassens über spezielle Apparaturen dem Kind optisch oder über Geräusche widergespiegelt. Das Ziel ist dabei eine bewusste Wahrnehmung von körperlichen Abläufen, die sonst nicht wahrgenommen werden. Schon nach wenigen Trainingstagen zeigt sich bei den meisten Kindern eine deutliche Besserung.

### Pingpong zwischen Funktionsstörung und Entzündung
Besonders, wenn tagsüber nur kleinere Urinmengen abgehen, kann eine Blasenentzündung beteiligt sein, die ärztlich abzuklären ist. Der Harnverlust, ein Zeichen für eine Störung von Schließmuskel und Blasenmuskel, tritt sehr häufig zusammen mit Blaseninfektionen auf. In einer schwedischen Studie mit Siebenjährigen waren 8,4 % der Mädchen und 1,4 % der Jungen betroffen.
Auch fanden Wissenschaftler bei einer Studie mit Zehn- bis Elfjährigen ähnliche Häufigkeiten. Als die Forscher bei dieser Studie die Eltern befragten, erkannten sie, dass diese dem zumeist harmlosen nächtlichen Einnässen sehr viel mehr Bedeutung beimessen als der Harninkontinenz am Tag, hinter der eine Infektion stecken kann. Eine so genannte Dranginkontinenz ist dann eine der Folgen. Die Muskulatur, die für die Entleerung der Harnblase sorgt, ist überaktiv und zieht sich zusammen, noch bevor die Blase voll ist. Bei manchen Kindern fließt der Urin zum Teil wieder in die Blase zurück. Dieser Restharn ist ein idealer Nährboden für Bakterien. So kommt es immer wieder zu Entzündungen der Harnblase. Es ist daher wichtig, die Blasenentzündung gleichzeitig mit der Inkontinenz zu behandeln und die Ursache wiederkehrender Infektionen aufzuspüren.
Antibiotika können, falls eine Blasenentzündung vorliegt, nötig sein. Bei Dranginkontinenz werden zusätzlich zum Blasentraining auch so genannte Anticholinergika eingesetzt.
Bisherige Studien, zeigen keinen deutlichen Unterschied in der Wirkung von Anticholinergika, Placebo und Blasentraining.

### Stationäre Behandlung
Eine stationäre Behandlung der Enuresis kann angezeigt sein, wenn die oben genannten Therapiemethoden im familiären Rahmen nicht durchgeführt werden können, starker Leidensdruck das Kind belastet oder eine ausgeprägte psychische Begleitproblematik besteht.
Einnässende Kinder haben oft ein geringeres Selbstwertgefühl als nicht-enuretische Kinder, wobei es hier fraglich ist, ob das geringere Selbstwertgefühl eine Folge des Einnässens ist oder umgekehrt. Leider ist Einnässen auch immer noch ein Tabuthema, Eltern und Kinder schämen sich darüber zu sprechen. Auf der anderen Seite wird häufig das Problem des Einnässens außerhalb der Familie mit Verwandten oder Freunden besprochen, was nicht gerade das Vertrauensverhältnis des Kindes zu seinen Eltern fördert, da sich das Kind vor anderen bloßgestellt fühlt.
In solchen Fällen kann es für den Jugendlichen hilfreich sein, sich bei einer Jugendberatungsstelle zu melden.